# Waminoa brickneri
Waminoa brickneri är en plattmaskart som beskrevs av Ogunlana, Hooge , Tekle, Benayahu, Barneah och Tyler 2005. Waminoa brickneri ingår i släktet Waminoa och familjen Convolutidae.
Artens utbredningsområde är Röda havet. Inga underarter finns listade i Catalogue of Life.